# Евлоев, Суламбек Шахботович
Суламбек Шахботович Евлоев (ингуш. Йовлой Шахьбота Сулумбик; 26 августа 1937, Орджоникидзе — 14 февраля 2008, Али-Юрт, Ингушетия) — российский ингушский религиозный деятель, исламский богослов.

## Биография

### Детство
Родился в городе Орджоникидзе в семье муллы. Отец Суламбека — Евлоев Шахбот являлся тамадой мусульманского населения города, он дал сыну религиозное воспитание. Прадед Суламбека — Мовсар-Хаджи Евлоев (1841—1919 гг.) лично брал наставление у известного исламского шейха Кунта-Хаджи, совершил хадж во второй половине XIX века, был участником Гражданской войны (в возрасте 78 лет погиб в обороне села Экажево).
23 февраля 1944 года в возрасте 6 лет Суламбек вместе с семьей оказался в ссылке в Казахстане в результате депортации ингушского народа. Детство и юность Суламбека прошли в городе Балхаш Карагандинской области. Там он с отличием получил среднее образование, однако золотую медаль выпускник Суламбек Евлоев не получил, так как являлся представителем репрессированного народа.

### Образование
После возвращения из ссылки на историческую родину в 1959 году Сулумбек поступил в горно-металлургический институт города Орджоникидзе. В 1965 году он с отличием завершил учебу в нем на факультете «Электромеханика». Позже в 1983 году в возрасте 46 лет поступил в Ленинградский государственный педагогический институт на восточный факультет по специальности «Арабский языки и литература». Успешно завершив учебу Суламбек Евлоев продолжил обучение у известного ингушского исламоведа Магомеда Оздоева, где и получил духовное образование.

### Трудовая деятельность
Трудовую деятельность начал в 1961 году в Али-Юртовской средней школе, где работал учителем до 1963 года. С 1962 года по 1972 год работал на заводе «Электроинструмент имени Гапура Ахриева» в Назрани. За небольшой период он становится начальником отдела, а затем главным энергетиком завода. Здесь Суламбек Евлоев изобрел свой собственный станок, за что в 1967 году Комитет по делам изобретений и открытий при Совете министров СССР выдал ему свидетельство об авторском праве. С 1972 года работал в Дорожном управлении «Чечингавтодор», а с 1989 по 1994 год — проректором Исламского института города Назрани.

## Память
Исламский центр в Карелии носит имя Суламбека Евлоева. Также, его именем названы улицы в городе Назрани и Али-Юрте.